# Dilatris ixioides
Dilatris ixioides là một loài thực vật có hoa trong họ Huyết bì thảo. Loài này được Lam. mô tả khoa học đầu tiên năm 1786.